# Thalassius albocinctus
Thalassius albocinctus – gatunek pająka z rodzaju Thalassius, należącego do rodziny darownikowatych. 
Osobniki znaleziono w tropikalnych lasach w Azji, Indii oraz na Filipinach. Pająk ten potrafi polować na małe ryby. Ma dość charakterystyczny wygląd, posiada czarne, błyszczące, pasemko na głowotułowiu i odwłoku oraz długie, żółtawo-brązowe nogi. Zazwyczaj znajdywane są w pobliżu wody.